# Rosaly Papadopol
Rosaly Davidman Papadopol (São Paulo, 23 de fevereiro de 1956 — São Paulo, 16 de dezembro de 2020)  foi uma atriz e dubladora brasileira.

## Morte
Morreu em 16 dezembro de 2020, aos 64 anos, em decorrência de um câncer no baço.

## Filmografia

### Televisão
| Ano  | Título                    | Personagem            | Notas                                             |
| ---- | ------------------------- | --------------------- | ------------------------------------------------- |
| 1978 | Salário Mínimo            | Janete da Loteca      |                                                   |
| 1979 | Como Salvar Meu Casamento | Arlete                |                                                   |
| 1982 | Música ao Longe           | Monique               |                                                   |
| 1994 | Éramos Seis               | Marta                 |                                                   |
| 1996 | Antônio Alves, Taxista    | Marina                |                                                   |
| 1996 | Dona Anja                 | Olga                  |                                                   |
| 1997 | Você Decide               |                       | Episódio: "Vida Dupla"                            |
| 1999 | Sandy & Junior            | Dona Moura            |                                                   |
| 1999 | Louca Paixão              | Bianca de Lucca       |                                                   |
| 2000 | Esplendor                 | Mariota               |                                                   |
| 2000 | Vidas cruzadas            | Kalil                 | Participação                                      |
| 2001 | Porto dos Milagres        | Doralina              |                                                   |
| 2002 | Coração de Estudante      | Mãe do Fábio          |                                                   |
| 2002 | Marisol                   | Margarida             |                                                   |
| 2003 | Agora é que são elas      | Ora                   |                                                   |
| 2004 | Metamorphoses             | Valdirene             |                                                   |
| 2004 | Turma do Gueto            | Baby Shelley          |                                                   |
| 2005 | Belissima                 | Ariane                | Participação Especial                             |
| 2005 | Bang bang                 | Estela Mc Wind'nol    |                                                   |
| 2006 | Minha Nada Mole Vida      | Bilú                  | Episódio: "Vida de Artista Não É Mole Não"        |
| 2006 | Cristal                   | Mary                  |                                                   |
| 2006 | Pé na Jaca                | Susana                | Participação Especial                             |
| 2008 | Casos e Acasos            | Filha de Aristides    | Episódio: "O Concurso, o Vestido e a Paternidade" |
| 2009 | Malhação                  | Olga Monteiro Miranda |                                                   |
| 2010 | Passado                   | Yvone Lagos           |                                                   |
| 2011 | Amor em 4 Atos            | Mãe de André          | Episódio: "Ela Faz Cinema"                        |
| 2011 | A Vida da Gente           | Mãe de Arthur         |                                                   |
| 2018 | Samantha!                 | Norminha              | 2 episódios                                       |

### Cinema
| Ano  | Título                       | Personagem        |
| ---- | ---------------------------- | ----------------- |
| 2021 | Incompatível                 |                   |
| 2014 | Sobre Papéis                 | Senhora           |
| 2013 | Natureza Morta               | Mulher mais Velha |
| 2005 | Quarta B                     | Isadora           |
| 2005 | O Caderno Rosa de Lori Lamby |                   |
| 2002 | O Príncipe                   | Turista           |
| 2001 | Bellini e a Esfinge          | Sofia Rafidjian   |
| 1999 | Até que a vida nos separe    | Marly             |
| 1996 | Flores Ímpares               | Papoula           |
| 1989 | Lua Cheia                    |                   |
| 1987 | Anjos da Noite               | Marcela           |
| 1985 | Real Desejo                  |                   |
| 1983 | Nasce uma Mulher             | Greta             |
| 1978 | As Amantes Latinas           | [ 7 ]             |

## Teatro
- 2009 - Hilda Hilst: O Espírito da Coisa
- 2007 - José e Seu Manto Technicolor
- 2006 - Galeria Metrópole
- 2000 - Pobre Super Homem
- 1995 - Pássaro da Noite
- 1989 - Serafim Ponte Grande de Oswald de Andrade
- 1987 - Gnädiges Fraülein
- 1986 - A Garota do Gangster
- 1985 - Édipo Rei de Sófocles
- 1984 - Clara Crocodilo, com Miriam Muniz, Lala Deheinzelin
- 1981 - Saudade do Brasil, com Elis Regina e César Camargo Mariano
- 1980 - Cartas Chilenas
- 1979 - Alegro Desbum
- 1978 - Porandubas Populares